# Hubertus Cornelis Joseph Maria van Nispen tot Sevenaer
Hubertus Cornelis Joseph Maria van Nispen tot Sevenaer, (Zevenaar, 16 augustus 1836 - Amsterdam, 5 december 1897), zoon van Jhr. Mr. Joannes Antonius Christianus Arnoldus van Nispen van Sevenaer en Isabella Elisabetha Josepha Hoevel (1804-1879).
Van Nispen was jonkheer, priester, rector van de St. Hubertusschool en centraal-president van de Sint Jozef Gezellenvereniging.
Hij voltooide zijn Latijnse studies op het seminarie Hageveld te Voorhout en zijn theologische op het groot-seminarie te Warmond. Na zijn priesterwijding in 1863 te Haarlem werd Van Nispen kapelaan te Beverwijk. In 1867 kreeg hij een benoeming in de St. Catharina-parochie aan het Singel bij de Heiligeweg te Amsterdam. Van hieruit kwam hij vrijwel onmiddellijk na haar oprichting in 1868 door deken Van Luenen in contact met de Sint Jozef Gezellenvereniging.
Vanaf 1872 was hij centraal-president in Nederland en tegelijk ook (lokaal-)president van de vereniging te Amsterdam. In deze jaren kon hij het stempel van zijn persoonlijkheid op de zich ontwikkelende vereniging drukken. Op de grondslag van de gezins- en beroepsgedachte wilde hij aan zijn jongens een godsdienstige, sociale en culturele vorming geven om hen te maken tot de beste katholieke arbeiders van zijn tijd. Hij werkte daar energiek aan van dag tot dag, tussen zijn jongens, maar ook aan zijn studeertafel, waar hij zijn sociaal en cultureel getinte lezingen en publicaties voorbereidde.
Ondanks zijn zwakke gezondheid was hij tegelijk een energiek man. Hij overleed onverwacht 5 december 1897 in zijn kamer in het gezellenhuis. Van Nispen is op de begraafplaats Sint Barbara te Amsterdam begraven.

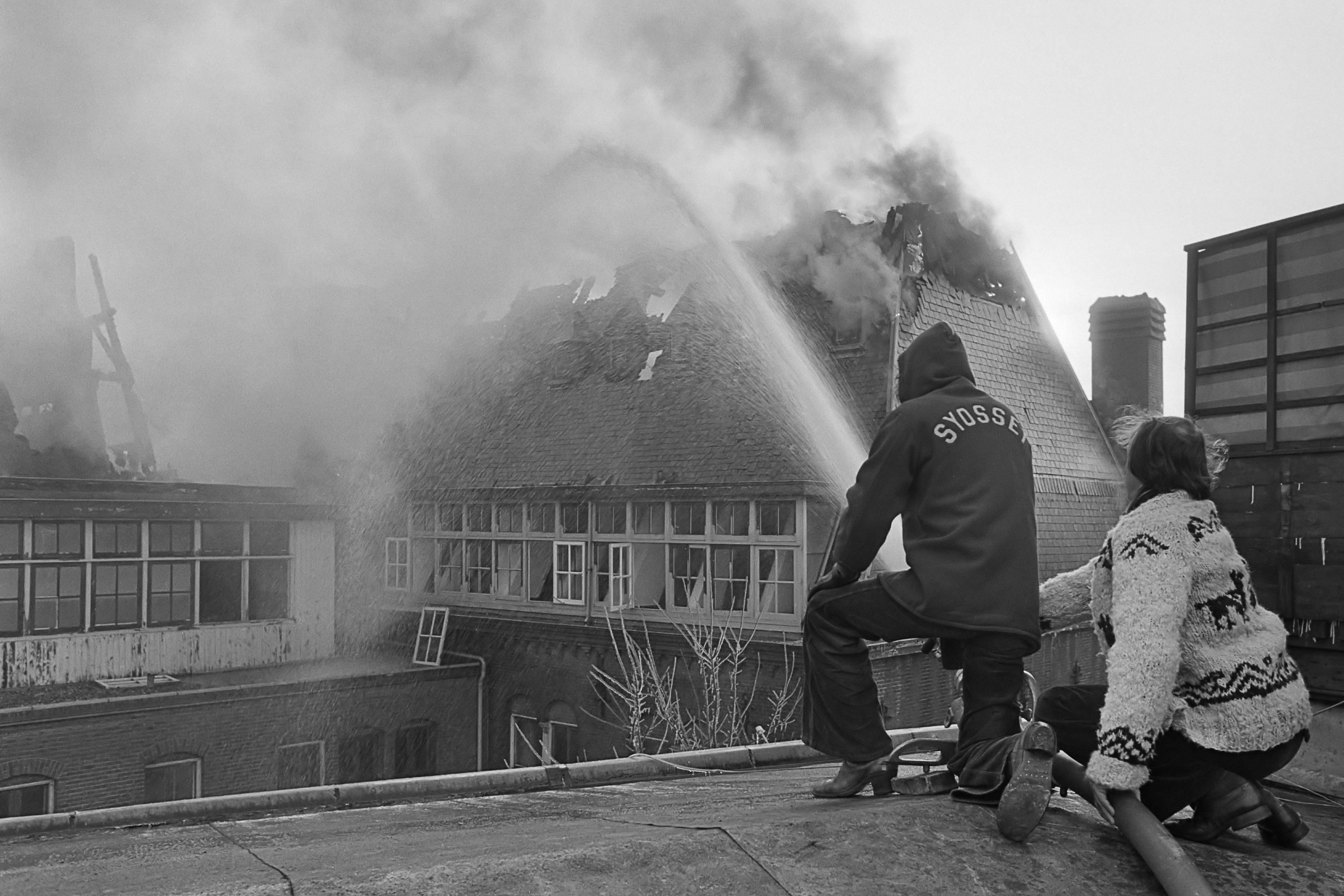
Van Nispenhuis in brand; buurtbewoners helpen blussen (1977)

Het door hem mede ontworpen en in 1977 afgebrande Van Nispenhuis in Amsterdam is naar hem genoemd.
- Biografisch Portaal: 33475961
- Gemeinsame Normdatei: 114226694X
- International Standard Name Identifier: 0000 0003 8929 7834
- Nederlandse Thesaurus van Auteursnamen: 073804797
- Virtual International Authority File: 282700038
- WorldCat: E39PBJgmH89KHvtffym9m8cF8C